# La promesa de Mahboba
La promesa de Mahboba (del inglés Mahboba's Promise) es una organización sin fines de lucro australiana dedicada a ayudar a las mujeres y al gran número de niños huérfanos de Afganistán. Es una de las pocas organizaciones no gubernamentales operativas en esa nación devastada por la guerra, financiada en su totalidad por donaciones privadas y actualmente cuida a más de 4.000 mujeres y huérfanos a través de 90 proyectos. La organización, con su profundo conocimiento de las condiciones locales, complementa valiosamente el trabajo de UNICEF en la región.

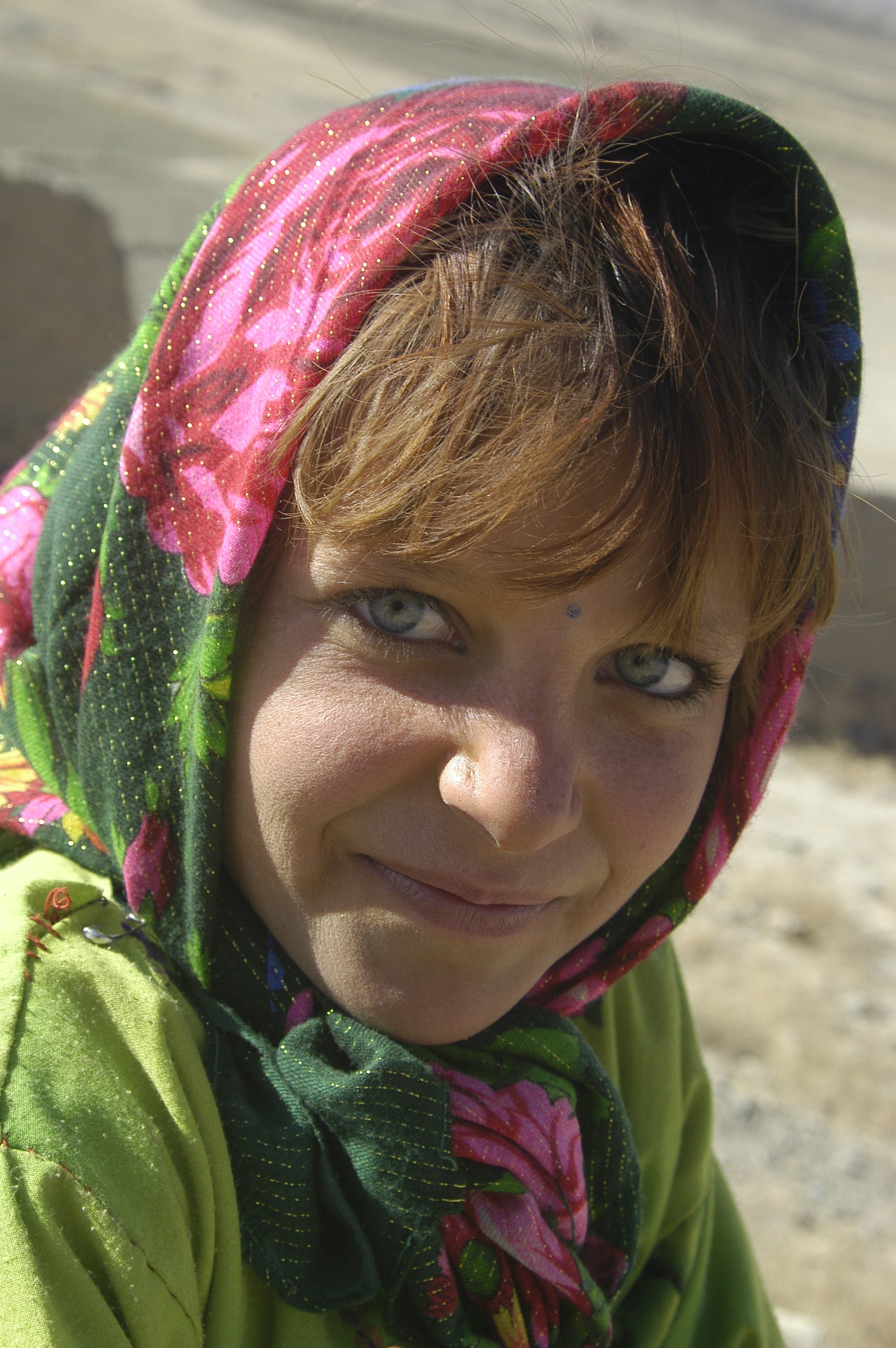
Una niña afgana en un orfanato de Kabul.

## Antecedentes

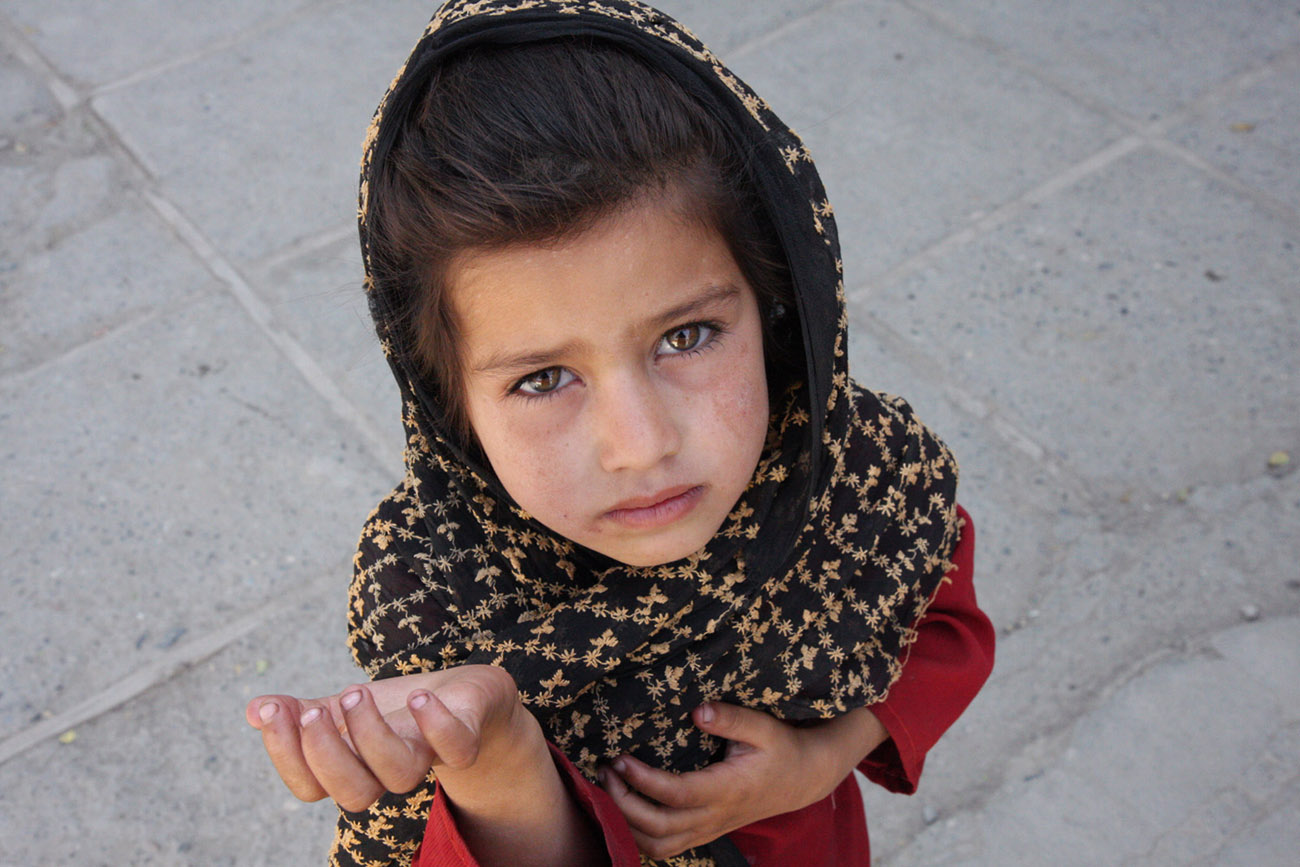
Niña afgana mendigando en Kabul.

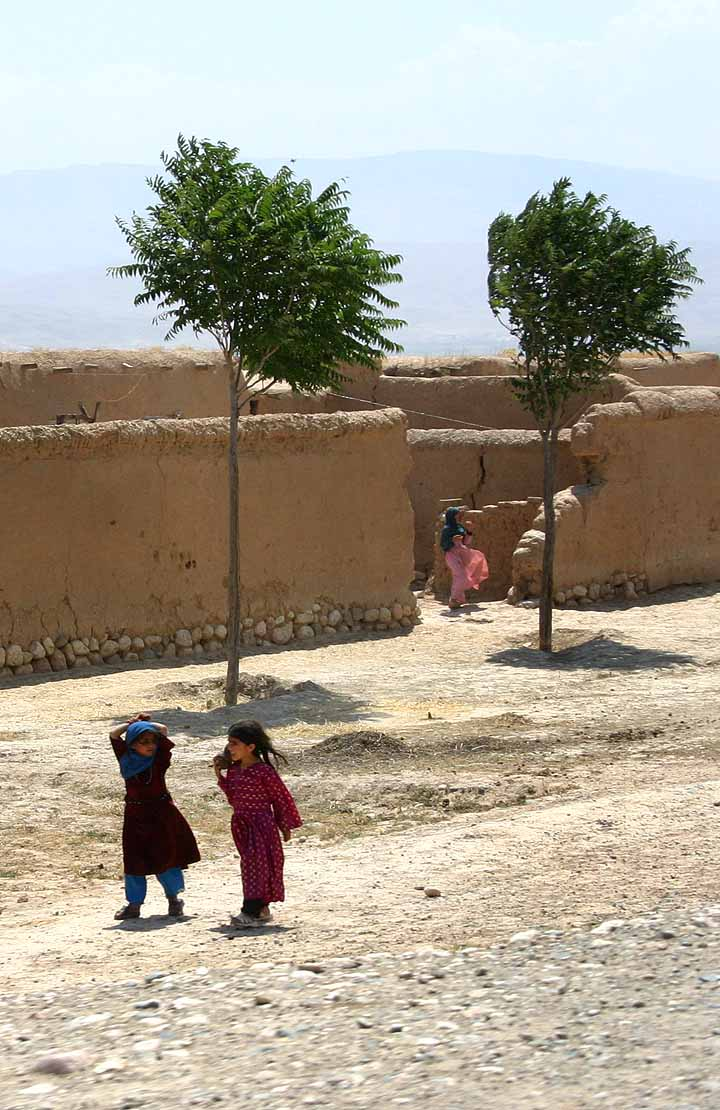
Niños afganos, Afganistán 2005.

A la edad de 14 años, perseguido por ser un estudiante activista, Mahboba Rawi se escondió de los soldados soviéticos ocupantes en un sótano subterráneo de Kabul durante 20 días. Luego huyó de Afganistán, cruzó el Paso Khyber a pie, llegando a un campo de refugiados en Pakistán, hambrienta y asustada. Al tiempo se casó y se mudó a Australia.
Mahboba comenzó el proyecto para ayudar a los huérfanos afganos en 1998 con una pequeña donación en el salón de su casa alquilada en Sídney. Después de la trágica muerte de su propio hijo (el cual se ahogo en 1992), Mahboba reconstruyó lentamente su vida ayudando a otras mujeres afganas, siendo pionera en las clases de inglés e incluso en un programa para aprender a nadar. Una carta de un joven médico afgano pidiendo ayuda para salvar a los huérfanos refugiados que morían en las calles de Kabul alentó a Mahboba y sus amigos a recaudar US$ 120 ese día. Para probar que los huérfanos habían recibido el dinero, el joven médico envió las huellas digitales de los niños.
La organización Mahboba's Promise se estableció como resultado de una promesa que Mahboba hizo de que continuaría ayudando a los huérfanos de Afganistán por el resto de su vida y que haría que la gente de Australia y el mundo tomaran conciencia de su sufrimiento y lo que se podría hacer por ellos. Desde 2001, ha sido miembro activo de la comunidad afgana de Sídney, impartiendo clases de inglés para inmigrantes. Una vez refugiada, Mahboba sigue en contacto con familiares que han huido a los campos de Pakistán.
La organización se hizo muy conocida en Australia como resultado de una visita a Kabul por la periodista Virginia Haussegger de la Australian Broadcasting Corporation. También su vida es el tema de la película Love Marriage in Kabul.

## Naturaleza de la organización

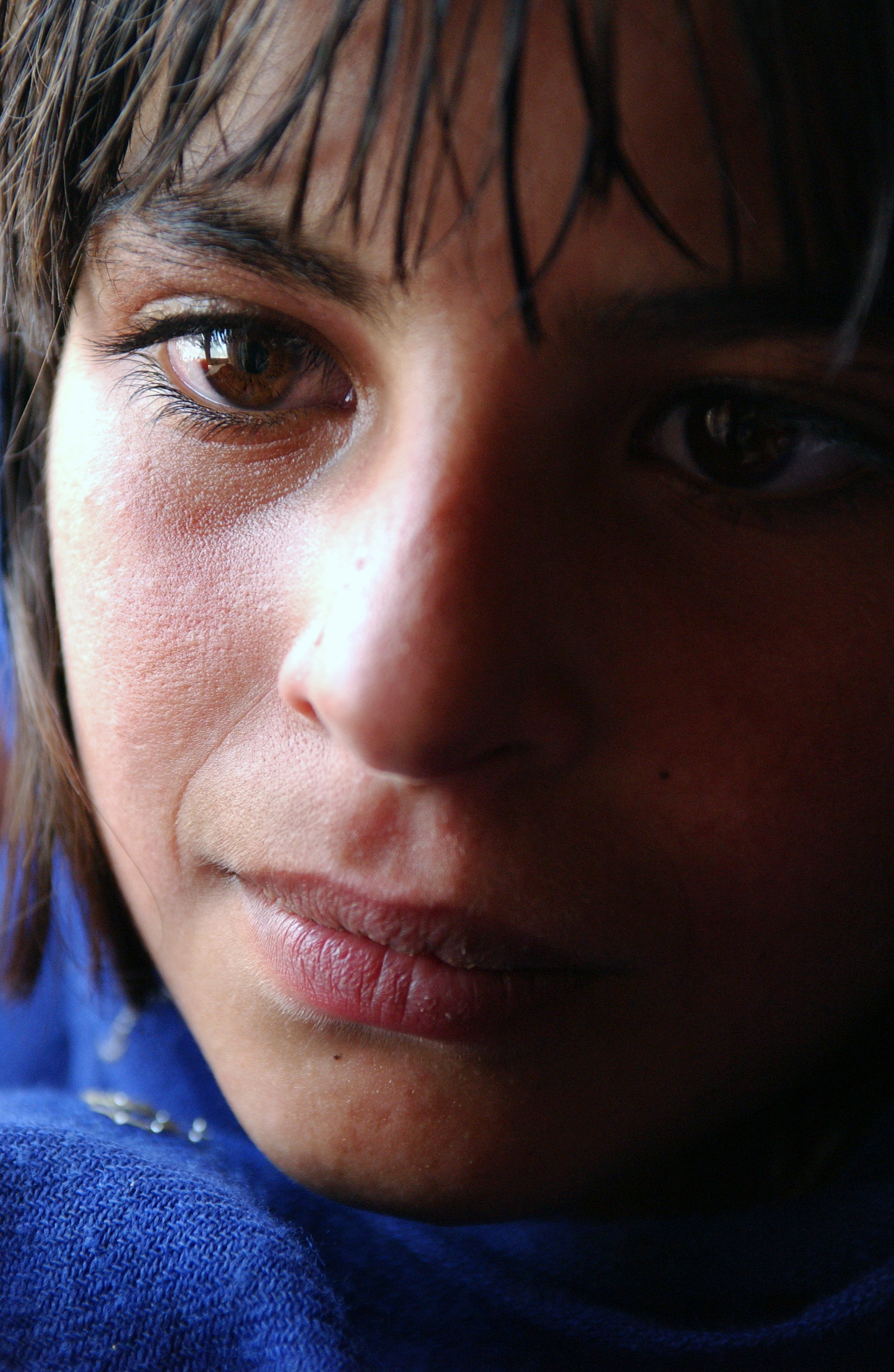
Niña afgana de la etnia pastún en Kabul, Afganistán en 2002.

La promesa de Mahboba se financia en su totalidad con donaciones voluntarias (sin financiación de gobiernos). Los fondos se envían cada mes a Afganistán donde Mahboba's Promise también es una ONG registrada en ese país. Los informes financieros se reciben desde el campo y los recibos se guardan en la oficina Hope House para su inspección. La Comisión Independiente de Derechos Humanos de Afganistán y otras agencias remiten a los huérfanos indigentes a la organización como la instalación más adecuada en Kabul para brindar apoyo práctico y emocional a los casos más difíciles. La Promesa de Mahboba es signataria del Código de Conducta del Consejo Australiano para el Desarrollo Internacional y la ONG La Promesa de Mahboba en Kabul es un miembro observador de ACBAR, la Agencia coordinadora de organismos de ayuda y desarrollo afganos.
En 2009, La promesa de Mahboba abrió un centro médico atendido por un médico y dentista locales para brindar atención a los huérfanos y viudas de Hope House, así como a la comunidad local. Las principales preocupaciones de los niños han sido problemas de la piel, que incluyen sarna e infecciones por hongos, así como leishmaniasis causadas por una picadura de la mosca de arena. Los problemas de audición y encías también son frecuentes. El recién inaugurado Centro de Capacitación Artesanal de Artesanías en Valle de Panjshir ha sido muy concurrido por viudas ansiosas por aprender una habilidad para que puedan ganar dinero para mantener a sus hijos. En 2010, cinco calentadores solares de agua fueron donados por Conergy Australia y después de varios meses de negociar su transporte, estos fueron instalados en el techo del Centro Comunitario. Esto libera dinero que se había presupuestado para comprar madera para calentar el agua, porque incluso en verano, el agua del pozo local está extremadamente fría.

## Notoriedad de la organización

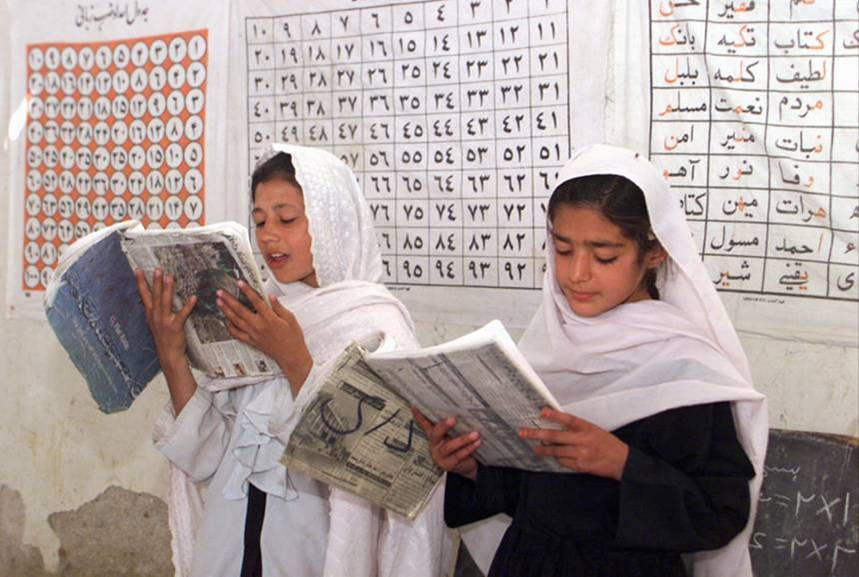
Niñas afgana leyendo en 2007.

La promesa de Mahboba es la única organización benéfica australiana independiente que trabaja en Afganistán. Su personal tiene conocimiento de los idiomas locales, la cultura y las necesidades de los afganos. Muchas otras organizaciones sin fines de lucro se han visto obligadas a abandonar Afganistán ya que con la guerra en curso contra los talibanes es un país extremadamente peligroso para los trabajadores humanitarios.
Como afirma Virginia Haussegger: "dos orfanatos La promesa de Mahboba en Kabul y sus diversos programas de apoyo fuera de la capital, incluida una escuela para 200 niñas en el valle de Panjshir, no solo han cambiado vidas y salvado vidas, han dado un ejemplo de lo que es posible."

"Hay más de dos millones de viudas en Afganistán, la mayoría de ellas son analfabetas y desempleadas. Aquí, no hay tal cosa como asistencia social o donaciones del gobierno... Mahboba Rawi es una mujer extraordinaria que se ha impuesto una tarea aparentemente imposible: ayudar reconstruir las vidas rotas y desesperadas de las mujeres afganas que quedaron indigentes por la guerra...
El proyecto más grande de Mahboba Rawi, ubicado en las afueras de Kabul, cuenta con el orgulloso nombre de 'Hope House'. Es el hogar de 106 de los huérfanos más felices y afortunados de Afganistán ".

Mahboba Rawi recibió la Medalla de la Orden de Australia en los honores del cumpleaños de la Reina de 2010 en reconocimiento a su servicio de ayuda humanitaria internacional en Afganistán.